# Robert Nemeth
Robert Nemeth (Hofors, 5 giugno 1958 – Mauerbach, 15 dicembre 2015) è stato un mezzofondista austriaco.

## Biografia
Nato in Svezia da genitori austriaci che si trovavano nel paese scandinavo per motivi di lavoro, ha difeso i colori del suo paese ai giochi olimpici di Mosca 1980, quando fu eliminato in semifinale nei 1500 m.
Ha preso parte anche a una edizione dei campionati mondiali, Helsinki 1983, ed anche in questo caso fu eliminato in semifinale sulla medesima distanza.
Sempre sui 1500 m piani, due furono invece le partecipazioni ai campionati europei: 1978 (eliminato in batteria) e 1982 (quarto posto nella finale vinta da Steve Cram). Per altre cinque volte partecipò invece agli europei indoor: nel 1978 e nel 1984 sui 1500 m, nel 1981, 1982 e 1985 sui 3000 m. Il miglior risultato fu il quarto posto nel 1982.
In carriera ha vinto 22 titoli nazionali: tre negli 800 m, cinque nei 1500 m, due sui 10.000 m, quattro nella corsa campestre e otto nella staffetta 3 x 1000 m.